# Oberstufen-Schulzentrum Wedding
Koordinaten: 52° 32′ 40,6″ N, 13° 23′ 42,4″ O

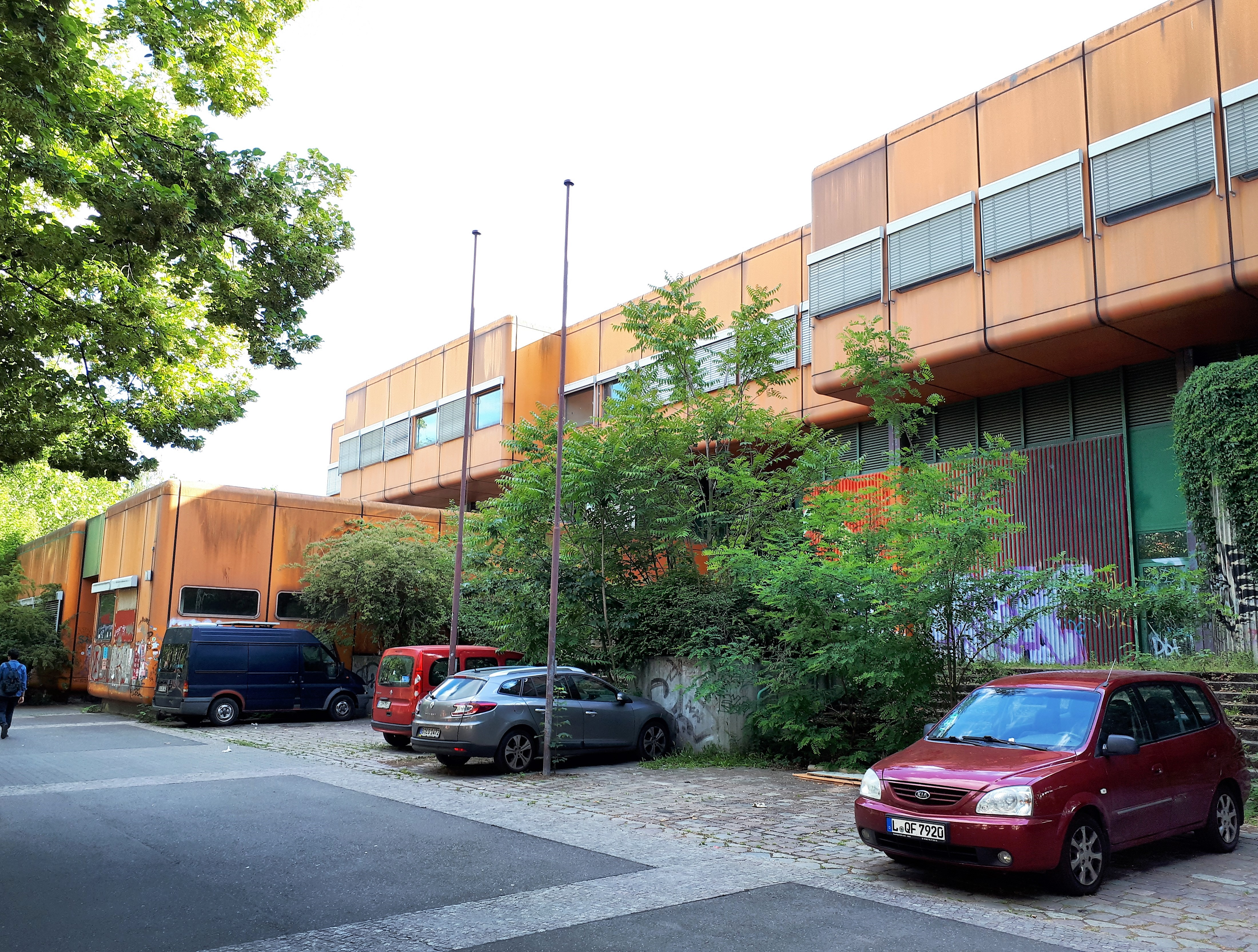
Das Ranke- und Theodor-Heuss-Gymnasium im ehemaligen Oberstufen-Schulzentrum Wedding.

Das ehemalige Oberstufen-Schulzentrum Wedding ist denkmalgeschütztes Schulgebäude in Berlin-Gesundbrunnen. Erbaut wurde es von 1974 bis 1977. Es steht als „Vorläufer und Pilotprojekt für die Reformierte Oberstufe“. Es bildet einen markanten Punkt im Sanierungsgebiet Wedding-Brunnenstraße (SWB). Besonderheit des Baus ist die vom Architekten mitgedachte Öffnung der Schule in den Stadtteil.

## Beschreibung des Baudenkmals

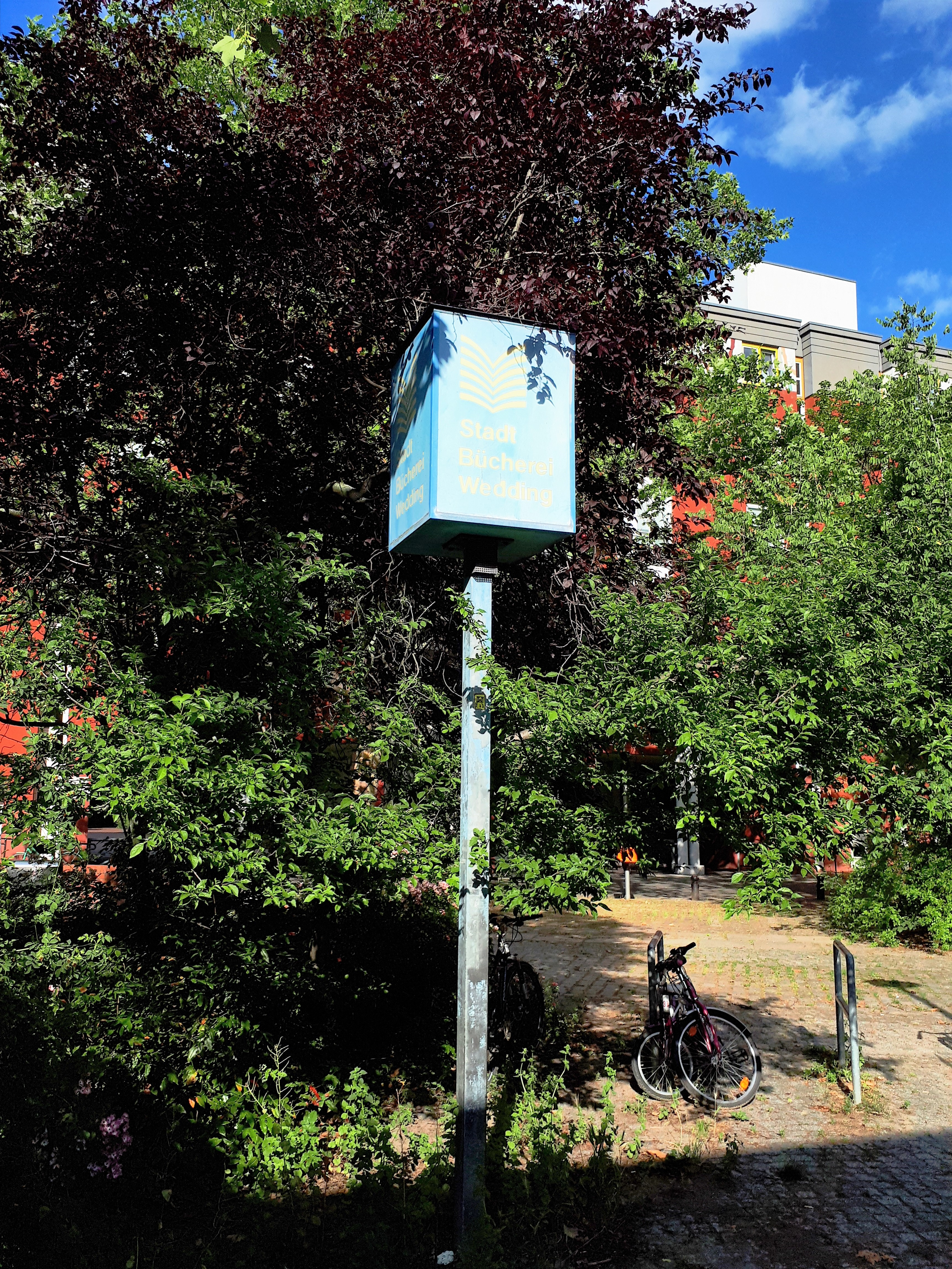
Bibliotheksstele der ehemaligen Hugo-Heimann-Bibliothek

Bauherr des Oberstufen-Schulzentrums Wedding zwischen Swinemünder Straße und Putbusser Straße war das vormalige Bezirksamt Wedding. In der Auslobung des Wettbewerbs hatte der Bezirk Wedding 1971 die „Integration außerschulischer Bildungsangebote gefordert“. Das Architekturbüro Pysall, Jensen und Stahrenberg & Partner löste diese Aufgabe durch das Einfügen einer öffentlichen Bibliothek mit eigenem Eingang, einem zweigeschossigen Forum mit Bühne im Erdgeschoss für außerschulische Veranstaltungen und mit Räumen für Volkshochschulkurse.
Auffällig ist die orange Farbe der Fassade. Das Landesdenkmalamt spricht von Soft-Edge-Panelen, die das zeitgenössische Pop-Art-Design aufnehmen.
Für das Innere der Schule überzeugten die Architekten die Auslobungs-Jury mit dem Vorschlag einer „Schulstraße“. Von diesem Verbindungsgang aus waren Fachräume, Mensa und Hörsäle zu erreichen. Die Aufteilung und Anordnung der Räume ermöglichte das Anfang der 1970er Jahr noch nicht erprobte Abitursystem mit Wahlkursen und der Auflösung von Klassenverbänden „ideal“.
Zeitzeugen heben vor allem die für die damalige Zeit moderne Ausstattung und das neue Konzept von Hörsälen wie in einer Universität hervor.
Im Schulzentrum war bis zur Schließung 2015 die Hugo-Heimann-Bibliothek untergebracht, die nach Eröffnung des Neubaus der Schiller-Bibliothek in diese integriert wurde.
Das Landesdenkmalamt Berlin hat Schule, Bibliothek, Turnhalle und Freiflächen im Oktober 2019 unter Denkmalschutz gestellt.

## Schulentwicklung
In dem Schulhaus waren zwei Oberschulen untergebracht, das Ranke-Gymnasium und das Theodor-Heuss-Gymnasium.
Das Ranke-Gymnasiums befand sich vor dem Umzug 1976 in der Lütticher Straße 47/48, einer rund 20 Jahre zuvor erfolgten Ausgründung des Lessing-Gymnasiums. Das Ranke-Gymnasium hieß nach der Herauslösung am 24. Juni 1951 zunächst 2. Oberschule Wissenschaftlicher Zweig und ab 1954 nach dem Historiker Leopold von Ranke. Die Schule hatte bereits 1970 für die Erlangung des Abiturs auf das neue Kurssystem umgestellt. Zu Beginn des Schuljahres 2001/2002 wurde die Rankeschule mit dem Diesterweg-Gymnasium zusammengelegt und galt als Zweigstelle. Mit der Schließung des Standortes endet auch die Geschichte dieser Schule.
Die Theodor-Heuss-Oberschule ist eine Gründung des Jahres 1979 durch das Mittelstufenzentrum in der Schwyzer Straße. Der Name Theodor Heuss wurde der Schule 1980 verliehen. Trotz Protesten kam es zu einer Zusammenlegung der Theodor-Heuss-Oberschule mit anderen Schulen im Bezirk. Im Schuljahr 2013/14 erfolgte die angekündigte Schulfusion zur Theodor-Heuss-Gemeinschaftsschule in Moabit.

## Leerstand
Im Sommer 2011 schloss die Schulverwaltung den Standort Putbusser Straße 12–15. Am 27. April 2015 endete der Betrieb der Hugo-Heimann-Bibliothek. Die Sporthalle schloss aufgrund eines Wasserschadens im September 2018. Grund für die Schließung der Schule war die politische Annahme, die Schülerzahlen würden zurückgehen. Ausschlaggebend war zudem, dass sich für das Bezirksamt die Kosten im Fachvermögen Schule verringerten.
Der Bezirk Mitte entschied 2014 die aus seiner Sicht nicht mehr benötigte Immobilie an die Initiative „ps wedding“ abzugeben. Ps wedding wird vorangetrieben durch die Architekten Susanne Horlitz, Oliver Clemens und Bernhard Hummel, von denen zwei selbst im Brunnenviertel wohnen. Die Initiative wollte als Non-Profit-Organisation Wohnraum schaffen und einen Kulturstandort entwickeln. Später kam als Projektpartner die landeseigenen Wohnungsbaugesellschaft Degewo hinzu. Im Oktober 2018 wechselten die Stadträte Ephraim Gothe (SPD) und Carsten Spallek (CDU) den politischen Kurs. Die Putbusser Straße soll seitdem wieder Schulstandort werden. Konkrete Pläne liegen nicht vor, in der Berliner Schulbauoffensive (einem zehnjährigen Investitionsplan des Landes Berlin) ist die Sanierung des Gebäudes nicht enthalten.